# Les Premiers Sapins
Les Premiers Sapins is een gemeente in het Franse departement Doubs in de regio Bourgogne-Franche-Comté. De gemeente maakt deel uit van het arrondissement Pontarlier. Les Premiers Sapins telde op 1 januari 2022 1.576 inwoners.

## Geschiedenis
De gemeente ontstond op 1 januari 2016 door de fusie van de gemeenten Athose, Chasnans, Hautepierre-le-Châtelet, Nods, Rantechaux en Vanclans. Nods werd de hoofdplaats van de gemeente.

## Geografie
De oppervlakte van Les Premiers Sapins bedraagt 52,2±0 vierkante kilometer; de bevolkingsdichtheid is 30 inwoners per km² (per 1 januari 2019).

Kaart van de gemeente tegen de andere toenmalige overige gemeenten van het departement Doubs.

De onderstaande kaart toont de ligging van Les Premiers Sapins met de belangrijkste infrastructuur en aangrenzende gemeenten.

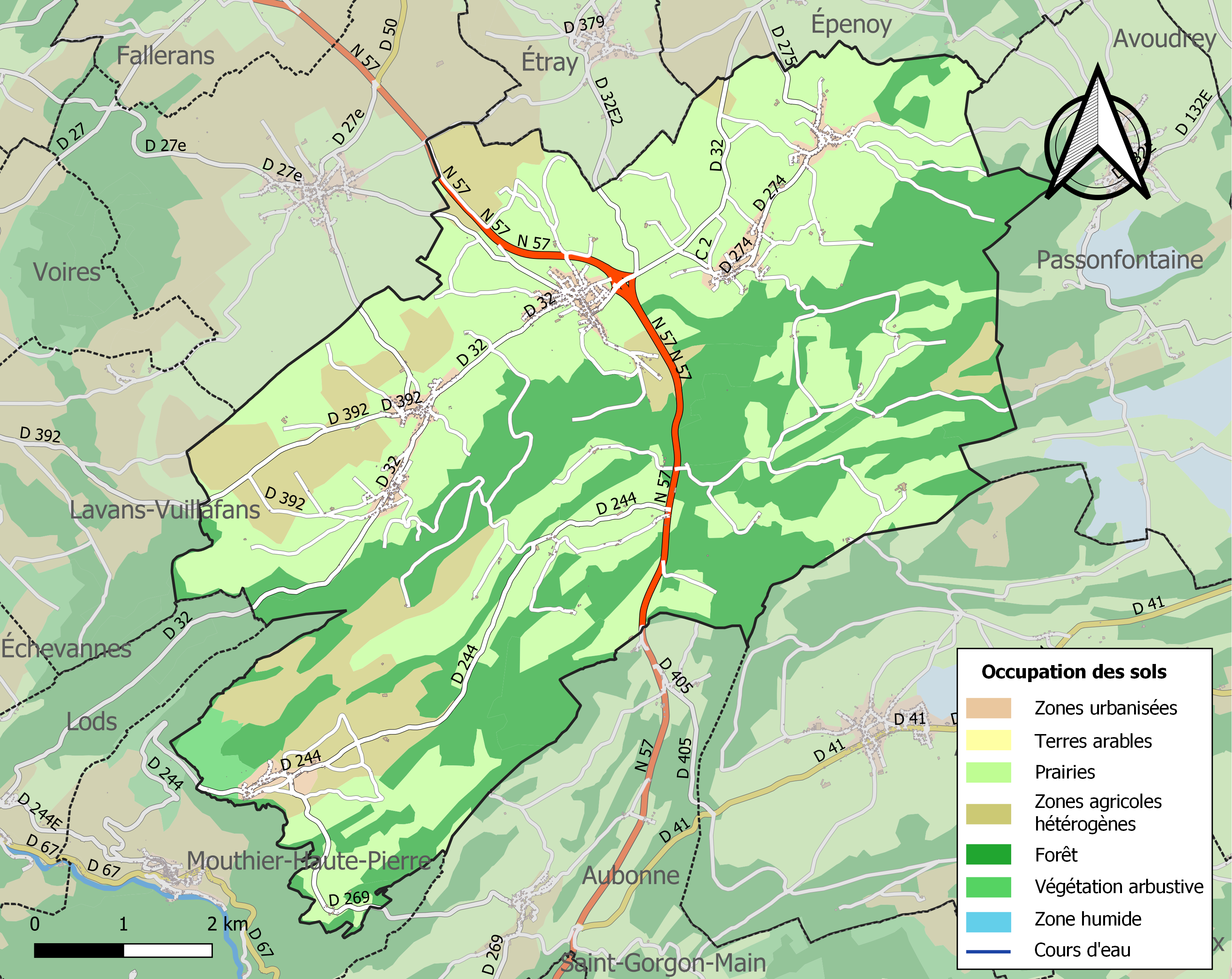